# Vithkuq
Vithkuq là một xã trong quận Korçë thuộc hạt Korçë, Albania. Dân số năm 2005 là 2706 người.